# Pink International
Pink International (früher Radio-Televizija Pink, RTV Pink) ist eine Sendergruppe mit Sitz in Belgrad. Ihre Teilsender TV Pink (Serbien), TV Pink M (Montenegro) und TV Pink BH (Bosnien und Herzegowina) der Gruppe sind derzeit Marktführer in den drei angegebenen Ländern.

## Mediengruppe
Pink wurde 1989 als zunächst als Tonstudio gegründet. Am 19. Dezember 1993 eröffnete der spätere Abgeordnete der Regierungspartei Jugoslawischen Vereinigten Linken Željko Mitrović Radio Pink, einer der ersten privaten Radiosender im ehemaligen Jugoslawien; am 16. September 1994 nahm TV Pink den Sendebetrieb auf. In den folgenden Jahren stieg Pink zu einem der größten Medienkonzerne Südosteuropas auf. 1997 wurde der Belgrader Lokalradiosender Radio Pingvin gekauft und die Plattenfirma City Records gegründet. Mit der Errichtung von Pink TV BH wurde 2003 eine Dependance in Bosnien und Herzegowina gegründet. Pink TV M deckt das Sendegebiet Montenegro ab.

## Programm
Das Formatradio Pink sendete zunächst ein auf Turbo-Folk ausgerichtetes Programm. Auch TV Pink strahlte in den Anfangsjahren hauptsächlich ein leichtes Unterhaltungsprogramm bestehend aus Filmen, Musiksendungen, Talkshows und Fernsehserien aus. Das Serienangebot wurde lange Zeit von lateinamerikanischen Telenovelas bestimmt. In den wenigen politischen Sendungen machte sich die personelle Verknüpfung mit dem Milošević-Regime auch ideologisch bemerkbar. Das damalige Unterhaltungsprogramm, welches ebenfalls prominente Turbo-Folk-Stars, insbesondere Ceca promotete, wird von akademischen Beobachtern als einer der maßgeblichen Faktoren für ethnonationale Reorientierung der serbischen Medienkultur gesehen.
Vor wenigen Jahren überarbeitete TV Pink jedoch sein Programm. Zum Vorreiter wurde TV Pink dadurch, dass es auch kroatische Sendungen in das Programm aufnahm. Mittlerweile ist TV Pink in Serbien das Programm mit der größten Zuschauerreichweite.
In Bosnien und Herzegowina ist TV Pink BH das meistgesehene Fernsehvollprogramm unter der serbischen Bevölkerung.

## Bekannte Journalisten
Bei Pink begann unter anderem auch Biljana Obradović ihre Laufbahn, welche im serbokroatischen Sprachraum als angesehene Journalistin gilt. Bekannte serbische Moderatoren wie Tatjana Vojtehovski-Stefanov oder Sanja Marinković wechselten mit ihren Sendeformaten zu Pink.

## Kritik
Der Oligarch und Geschäftsführer von Pink, Željko Mitrović, betreibt laut der FAZ eine ausschließlich positive Berichterstattung über den serbischen Präsidenten Vučić.
Die ARD-Tagesschau meldete im März 2023, zusammen mit TV Happy sei TV Pink für „prorussische Kriegspropaganda und ihre unprofessionelle und unethische Berichterstattung berüchtigt“.

## Sender

### Hörfunk
- Radio Pink – Satelliten-Radio
- Radio Pingvin – Lokalradio für den Großraum Belgrad

### Terrestrisches Fernsehen
- Pink – Vollprogramm für Serbien
- Pink M – Vollprogramm für Montenegro
- Pink BH – Vollprogramm für Bosnien und Herzegowina

### Spartenprogramme (Pay-TV)
- Pink 2 – Unterhaltungskanal
- Pink 3 Info – Infokanal
- Pink Plus – Europaweites Satelliten-Programm aus Wien
- Pink Extra – Unterhaltungskanal
- Pink Film – Filme aus Ex-Jugoslawischer Produktion
- Pink Serije – Serien aus einheimischer Produktion
- Pink Thriller – Internationale Thriller
- Pink Western – Westernfilme
- Pink Horror – Horrorfilme
- Pink History – Geschichtsfilme
- Pink Erotic 1 – Soft-Erotikkanal
- Pink Erotic 2 – Soft-Erotikkanal
- Pink Erotic 3 – Soft-Erotikkanal
- Pink Erotic 4 – Soft-Erotikkanal
- Pink Erotic 5
- Pink Erotic 6
- Pink Erotic 7
- Pink Erotic 8
- Pink Action 1 – Actionfilme
- Pink Action 2 – Actionfilme
- Pink Action 3 – Actionfilme
- Pink Movies 1 – Filme aus internationaler Produktion
- Pink Movies 2 – Filme aus internationaler Produktion
- Pink Movies 3 – Filme aus internationaler Produktion
- Pink Music 1 – Einheimische Musik
- Pink Music 2 – Internationale Hits
- Pink Music 3 – Einheimische Popmusik
- Pink Premium – Neue Filme und Blockbuster
- Pink Soap – Soaps aus einheimischer Produktion
- Pink Family – Filme und Serien für die ganze Familie
- Pink Reality – Realityserien
- Pink Live – Livekonzerte
- Pink Super Kids
- Pink Folk 1 –  Folkmusik
- Pink Folk 2 – alte jugoslawische Folkhits
- Pink Grand 1 – Best-Of der Castingshow Zvezde Granda
- Pink Grand 2 – Best-Of der Castingshow Zvezde Granda
- Pink Zabava – Unterhaltungsprogramme und Talkshows
- Pink Nostalgia – alte internationale Hits
- Pink Fashion – Fashionsender
- Pink Kids – Kinderprogramm
- Pink Comedy – Serbische und internationale Komödien
- Pink Pedia – Dokumentarfilme
- Pink Putnik – Reiseratgeber
- Pink Crime & Mystery
- Pink Sci-Fi and Fantasy
- Pink Show
- Pink Parada
- Pink Hits 1
- Pink Hits 2
- Pink Koncert
- Pink World Cinema
- Pink DJ – Internationale Charthits
- Pink Lov & Ribolov – Sendungen zum Thema Fischerei
- Pink Kuvar – Kochsendungen
- Shop Pink – Einkaufsratgeber
- Pink'n'Roll – Rock'n'Roll Musikvideos
- Pink World – Auslandsfernsehen mit Inhalten aller Pink-Sender